# Оклопни транспортер
Оклопни транспортер је облик оклопног возила конструисан да транспортује пешадију до бојног поља. Основно наоружање оклопних транспортера чини митраљез већег калибра, а могу бити наоружани и топом мањег калибра, бестрзајним топом, минобацачем или лансером противтенковских ракета. Основна намена оклопног транспортера није учешће у директној борби, већ безбедан превоз пешадије до бојног поља. Циљ оклопног транспортера је да заштити пешадију од шрапнела и заседа. Оклопни транспортери се крећу помоћу точкова или гусеница.
Најпознатији оклопни транспортери су амерички М113, британски ФВ432, француски ВАБ и руски БТР. У поређењу са њима, борбена возила пешадије су јаче оклопљена, боље наоружана и конструисана за директну борбу.

## Историјат
Током Првог светског рата, развијен је британски тенк Марк I са посебним простором за транспорт пешадије. По неким дефиницијама, ово је био први оклопни транспортер. Први специјализовани оклопни транспортер је био Марк IX из 1918. године.
Током Другог светског рата, немачки Сд. Кфз. 251 и амерички М3 су имали улогу сличну модерним оклопним транспортерима. Возила овог типа су често конструисана у облику оклопног аутомобила са простором за превоз пешадије, али је после Другог светског рата почео развој специјализованих оклопних транспортера.
После Другог светског рата, развијене су разне врсте специјализованих оклопних транспортера. У САД је конструисан читав низ гусеничарских возила, који се зауставио на М113, којих је направљено око 80.000. 
У Совјетском Савезу је развијена серија БТР, од БТР-40 до 8x8 возила БТР-90.

## Конструкција
Већина оклопних транспортера користи дизел мотор, сличан онима који се користе у аутобусима или камионима. Многи оклопни транспортери су и амфибијска возила. Оклопне транспортере са гусеницама у води покрећу гусенице, док точкаше покрећу пропелери.
Оклоп борбених транспортера је најчешће направљен од једноставног челика или алуминијума, који је довољан за заштиту од личног пешадијског наоружања и већег дела шрапнела. Већина противтенковских оружја је у стању да уништи оклопни транспортер. 
Најчешћи облици наоружања оклопног транспортера су митраљез од 12.7 или 14,5 mm, док се у одређеним случајевима користи аутоматски топ од 30мм. Одређени модели су наоружани бацачем граната, док је руски БТР-90 наоружан системом навођених противтенковских ракета, што му даје могућност противтенковских дејстава.